# لا پی
لا پی (به اسپانیایی: La Pe) یک منطقهٔ مسکونی در مکزیک است که در اوآخاکا واقع شده‌است. لا پی ۲۶٫۷۹ کیلومتر مربع مساحت و ۲٬۱۳۵ نفر جمعیت دارد.